# Torre del rellotge de Dubrovnik
La torre del rellotge de Dubrovnik és un edifici que conté un rellotge, potser imitant la torre del rellotge de Venècia. Es troba al final del carrer Stradun conegut com a Placa de Dubrovnik.